# La misteriosa vida de Bruce Lee
La misteriosa vida de Bruce Lee (título original: Death by Misadventure: The Mysterious Life of Bruce Lee) es un documental estadounidense de acción de 1993, dirigido por Toby Russell, a cargo del guion estuvo George Tan y el elenco está compuesto por Brandon Lee, Leo Fong y Joe Lewis, entre otros. Esta obra se estrenó el 31 de diciembre de 1993.

## Sinopsis
La verdad acerca del enigmático fallecimiento de Bruce Lee, este documental contiene relatos de individuos que estaban cuando él murió.